# The Pillows
I The Pillows (reso graficamente come the pillows) sono stati una band giapponese di rock alternativo, formata nel 1989 e attivi fino al 2025. Sono noti in Occidente soprattutto per aver composto la colonna sonora dell'anime di culto FLCL, prodotto dalla Gainax nel 2000.

## Formazione

### Formazione attuale
- Sawao Yamanaka (山中 さわお?) - voce, chitarra
- Yoshiaki Manabe (真鍋 吉明?) - chitarra
- Shin'ichirō Satō (佐藤 シンイチロウ?) - batteria

### Ex componenti
- Kenji Ueda (上田 ケンジ?) - basso (1987~1992)

### Di supporto
- Yoshinori Arie - basso (2015-presente)
- Jun Suzuki (鈴木 淳?) - basso (1999-2015)
- Tatsuya Kashima - basso (1992~1999)

## Discografia

### Album

#### Album originali
- 1991 - Moon Gold - (21 giugno)
- 1992 - ホワイト インカ-ネイション (howaito inka-neishon) - WHITE INCARNATION - (21 maggio)
- 1994 - Kool Spice - (2 luglio)
- 1995 - Living Field - (24 marzo)
- 1997 - プリーズ ミスター ロストマン (puriizu misutaa rosuto man) - Please Mr.Lostman - (22 gennaio)
- 1998 - Little Busters - (21 febbraio)
- 1999 - Runners High - (22 gennaio)
- 1999 - Happy Bivouac - (2 dicembre)
- 2001 - Smile - (31 ottobre)
- 2002 - Thank You, My Twilight - (23 ottobre)
- 2003 - ペナルティーライフ (penarutii raifu) - PENALTY LIFE - (6 novembre)
- 2004- Good Dreams - (3 novembre)
- 2006 - My Foot - (12 gennaio)
- 2007 - Wake Up! Wake Up! Wake Up! - (2 maggio)
- 2008 - Pied Piper
- 2009 - OOPArts
- 2011 - Horn Again
- 2012 - Trial
- 2014 - Moondust
- 2016 - Stroll and Roll
- 2017 - Nook in the Brain
- 2018 - Rebroadcast

#### EP
- 1990 - パントマイム (pantomaimu) - Pantomime - (21 maggio)
- 1990 - 90's My Life - (25 ottobre)
- 1993 - The Pillows Presents Special CD
- 2004 - Turn Back

#### Mini-album
- 2004 - TURN BACK - (23 giugno)

#### Album tributo
- 2004 - シンクロナイズド ロッカーズ (shinkuronaizudo rokkaazu) - Synchronized RockersC

### Raccolte
- 2001 - Fool On The Planet - (7 febbraio)
- 2002 - Another Morning, Another Pillows (23 ottobre) B-sides
- 2004 - 90's My Life Returns - (3 agosto)
- 2007 - Lostman Go To Yesterday (14 novembre) 5CD + DVD
- 2009 - Rock Stock & Too Smoking The Pillows
- 2009 - Once Upon A Time In The Pillows

### Singoli
- 1991 - 雨にうたえば (ame ni utae ba) - (21 maggio)
- 1992 - 彼女はシスター (kanojyo wa shisuta) - (17 aprile)
- 1993 - the pillows PRESENTS SPECIAL CD - (non destinato alla vendita)
- 1994 - DAYDREAM WONDER - (24 agosto)
- 1995 - ガールフレンド (gaarufurendo) - (24 marzo)
- 1996 - Tiny Boat - (24 gennaio)
- 1996 - ストレンジ カメレオン - (suto renji kamereon) - (21 giugno)
- 1996 - Swanky Street - (21 agosto)
- 1996 - TRIP DANCER - (21 novembre)
- 1997 - 彼女は今日, (kanojo ha kyou,) - (5 marzo)
- 1997 - ONE LIFE - (21 giugno)
- 1997 - ハイブリッドレインボウ (haiburiddoreinbou) - HYBRID RAINBOW - (21 novembre)
- 1998 - アナザー モーニング (anazaa mooningu) - Another Morning (21 gennaio)
- 1998 - NO SELF CONTROL - (2 settembre)
- 1998 - インスタント ミュージック (insutanto myuujikku) - Instant Music - (27 novembre)
- 1999 - CARNIVAL - (28 luglio)
- 1999 - RUSH - (27 ottobre)
- 2006 - Gazelle city - (26 febbraio)
- 2007 - Ladybird Girl - (15 agosto)
- 2008 - TOKYO BAMBI - (30 gennaio)
- 2008 - New Animal - (28 maggio)

#### Maxi singoli
- 2000 - Ride On Shooting Star - (26 aprile)
- 2000 - I think I can - (22 novembre)
- 2002 - 白い夏と緑の自転車赤い髪と黒いギター (shiroi natsu to midori no jitensha akai kami to kuroi gitaa) - white summer and green bicycle, red hair with black guitar - (1º agosto)
- 2003 - ターミナル ヘヴンズ ロック (taaminaru hevunzu rokku) - TERMINAL HEAVEN'S ROCK - (3 settembre)
- 2004 - その未来は今 (sono mirai ha ima) - (6 ottobre)
- 2005 - ノンフィクション (nonfikushon) - Non Fiction - (14 settembre)
- 2005 - サード アイ (saado ai) - THE THIRD EYE - (23 novembre)
- 2007 - スケアクロウ (sukeakurou) - SCARECROW - (4 aprile)
- 2007 - スケアクロウ (sukeakurou) - SCARECROW - (4 aprile) CD + DVD

## Videografia

### Live
- 2001 - BUSTERS ON THE PLANET - (29 agosto)
- 2003 - DEAD STOCK PARADISE - (3 settembre)
- 2003 - HAVE A THEME SONG (3 settembre)
- 2003 - Hello, Welcome to Bubbletown's Happy Zoo (instant show) - (3 settembre)
- 2003 - WE HAVE A THEME SONG - (3 settembre)
- 2004 - WALKIN ON THE SPIRAL - (16 settembre) 15º anniversario
- 2005 - 916 - (26 gennaio) 15º anniversario
- 2005 - DELICIOUS BUMP TOUR IN USA - (14 settembre)
- 2007 - LOSTMAN GO TO AMERICA - THE PILLOWS MY FOOT TOUR IN USA - (7 febbraio)
- 2008 - Wake up! Stand up! and Go! - (30 gennaio)

### Video Clip
- 1998 - Hello, Welcome to Bubbletown's Happy Zoo (instant show) - (21 gennaio)
- 1999 - We Have A Theme Song - (26 febbraio)
- 2001 - Busters On The Planet - (29 agosto)